# Philipp Müller (Handballspieler)
Philipp Müller (* 19. September 1984 in Würzburg) ist ein ehemaliger deutscher Handballspieler.

## Karriere

### Verein
Müller spielte von 2006 bis 2008 für den Bundesligisten TV Großwallstadt, hatte aber in der Saison 2006/07 ein Erstspielrecht bei der TUSPO Obernburg. Am 1. September 2007 spielte er mit seinem Zwillingsbruder Michael gegen den THW Kiel erstmals gemeinsam in einem Bundesligaspiel. Anschließend lief er bis 2010 für den Bundesligisten HBW Balingen-Weilstetten auf. 2010 schloss er sich der HSG Wetzlar an, wohin sein Bruder ihm 2012 folgte. Von dort wechselten beide 2013 zur MT Melsungen, mit der sie 2014 im DHB-Pokal das Final Four erreichten. In der Saison 2019/20 stand Philipp Müller beim SC DHfK Leipzig Handball unter Vertrag. Er erzielte in 24 Spielen vier Tore und kassierte fünf gelbe Karten und 11 Zeitstrafen. Seit dem Sommer 2020 ist er beim SC DHfK Leipzig als Sportkoordinator tätig. Müller steht den Leipzigern weiterhin als Standby-Spieler zur Verfügung und kam in der Saison 2020/21 auf weitere acht Einsätze.

### Nationalmannschaft
Am 16. September 2014 berief Bundestrainer Dagur Sigurðsson Müller in den erweiterten Kader der deutschen Nationalmannschaft. Am 20. September 2014 debütierte er in Göppingen im Testspiel gegen die Schweiz.

### Erfolge
- Bayerischer A-Jugend-Meister (mit HaSpo Bayreuth)
- Halbfinale um die Deutsche A-Jugend-Meisterschaft (mit HaSpo Bayreuth)
- Aufstieg in die Regionalliga (mit HaSpo Bayreuth)

### Bundesligabilanz
| Saison    | Verein                   | Spielklasse | Spiele | Tore | 7-Meter | Feldtore |
| --------- | ------------------------ | ----------- | ------ | ---- | ------- | -------- |
| 2007/08   | TV Großwallstadt         | Bundesliga  | 28     | 33   | 0       | 33       |
| 2008/09   | HBW Balingen-Weilstetten | Bundesliga  | 31     | 65   | 0       | 65       |
| 2009/10   | HBW Balingen-Weilstetten | Bundesliga  | 33     | 103  | 0       | 103      |
| 2010/11   | HSG Wetzlar              | Bundesliga  | 34     | 115  | 0       | 115      |
| 2011/12   | HSG Wetzlar              | Bundesliga  | 33     | 86   | 0       | 86       |
| 2012/13   | HSG Wetzlar              | Bundesliga  | 31     | 89   | 0       | 89       |
| 2013/14   | MT Melsungen             | Bundesliga  | 34     | 82   | 0       | 82       |
| 2014/15   | MT Melsungen             | Bundesliga  | 32     | 64   | 0       | 64       |
| 2015/16   | MT Melsungen             | Bundesliga  | 32     | 60   | 0       | 60       |
| 2016/17   | MT Melsungen             | Bundesliga  | 32     | 65   | 0       | 65       |
| 2017/18   | MT Melsungen             | Bundesliga  | 29     | 28   | 0       | 28       |
| 2018/19   | MT Melsungen             | Bundesliga  | 34     | 16   | 0       | 16       |
| 2019/20   | SC DHfK Leipzig          | Bundesliga  | 24     | 4    | 0       | 4        |
| 2020/21   | SC DHfK Leipzig          | Bundesliga  | 8      | 0    | 0       | 0        |
| 2007–2021 | gesamt                   | Bundesliga  | 416    | 806  | 0       | 806      |